# لارس كوفمان
لارس كوفمان (بالألمانية: Lars Kaufmann)‏ (25 فبراير 1982 في ألمانيا - ) هو لاعب كرة يد ألمانيا الشرقية وألماني (وحمل سابقاً جنسية ألمانيا الشرقية) في مركز ظهير ‏. لعب مع نادي فتسلار لكرة اليد ونادي فلنسبورغ هاندفيت لكرة اليد.

## وصلات خارجية
- لارس كوفمان على موقع الاتحاد الأوروبي لكرة اليد (الإنجليزية)